# فرودگاه سوت کایکوز
فرودگاه سوت کایکوز (به انگلیسی: South Caicos Airport) یک فرودگاه همگانی با کد یاتا XSC است که یک باند فرود آسفالت دارد و طول باند آن ۱۸۲۶ متر است. این فرودگاه در کشور جزایر تورکس و کایکوس قرار دارد .

## شرکت‌های هواپیمایی و مقصدهای پروازی
| شرکت‌های هواپیمایی   | مقصدهای پروازی |
| ------------------- | -------------- |
| اینترکارابین ایرویز | پراویدنشیالز   |